# ニュース山梨845
『ニュース山梨845』（ニュースやまなしはちよんご）は、NHK甲府放送局で放送されている『NHKニュース』のローカルニュース番組である。

## 概要
山梨県内の一日のニュースを振り替えながら、平日18時台に放送の『Newsかいドキ』を取り上げたニュースや地元の話題を振り返る。

## 内容
- 山梨県のニュース、リポート
- 山梨県の気象情報

## キャスター
- 原則としてNHK甲府放送局のアナウンサーが交替で担当している[1]。

## 放送時間
- 平日 20:45 - 21:00（JST）
- 祝日及び年末年始は放送休止し、20:55 - 21:00に東京・放送センターから『ニュース・気象情報（関東甲信越）』を放送する（12月31日を除く）。
- オリンピック期間中は『NHKニュース』に改題の上、5分繰り下げ・短縮（20:50 - 21:00）して放送する。

## その他
- オープニングテーマ曲は、2022年3月までは沖縄放送局、かつての福岡放送局などテーマ曲を流していたが、2022年4月からは独自のテーマ曲に変更された。